# Système bibi-binaire
Le système bibi-binaire, ou système Bibi, est un mode de représentation graphique et phonétique des chiffres hexadécimaux, et donc aussi des chiffres binaires. Il a été inventé par le chanteur Boby Lapointe.

## Histoire
Robert Lapointe, alias Boby Lapointe, a breveté son invention en 1968.
À l'époque, le système, analysé par le magazine Science et Vie (« Une phonétique du langage machine », juin 1969), avait notamment retenu l’attention du professeur André Lichnerowicz, titulaire d'une chaire de mathématiques au Collège de France, qui l’avait mis à l'étude au centre universitaire de Lyon.
La description du langage est parue en 1970, dans l'ouvrage collectif Les Cerveaux non-humains,.
Elle a été reprise dans le Boby Lapointe d'Huguette Long Lapointe, publié en 1980.

## Caractéristiques

### PourquoiBibi
Le qualificatif bibi-binaire (3 fois « bi ») fait référence au fait que 16 (la base du système hexadécimal) peut s'écrire {\displaystyle 2^{2^{2}}} : comme on parle de binaire pour la base 2, Boby Lapointe a imaginé qu'on pourrait parler de « bi-binaire » pour la base 4, et pour la base 16 de « bibi-binaire », terme qu'il abrège en Bibi.
Comme auteur-compositeur, Boby Lapointe a beaucoup pratiqué le calembour, ce qui suggère une autre compréhension possible : bibi est un mot familier signifiant « moi » (système bibi-binaire = système binaire de bibi).

### Notation et prononciation
Le procédé vise à condenser de façon simple, directe et logique le langage binaire. Il utilise le système de numération hexadécimal (base seize), mais en lui appliquant, au lieu des chiffres et lettres habituels, des symboles spéciaux (évitant ainsi tout risque de confusion avec le système décimal).
La conception graphique et phonétique de ces symboles a pour but de rendre l’utilisation du langage Bibi simple et rapide. À chaque chiffre du système hexadécimal, sont attribués un graphisme et une prononciation dérivant de sa représentation en base deux.
L'écriture graphique du nombre binaire de 4 chiffres répond à une logique. Les "1" sont reliés, dans une disposition des bits au quatre coins d'un carré, selon le procédé décrit et résumé ainsi par Boby Lapointe : 

« Les valeurs 1 seront ‘‘pointées’’ par des extrémités de segments ou des angles, et les valeurs 0 seront ignorées, ou tout au plus éludées par un passage courbe, et ce, en suivant autant que possible l’ordre décroissant des chiffres du nombre binaire. »

A l'inverse, à partir du symbole graphique d'un chiffre bibi, se souvenir du principe simple suivant : 

« tout ce qui est rond vaut 0

tout ce qui est pointu vaut 1 »

Pour rendre l'usage du système moins fastidieux, l'inventeur a imaginé un procédé de conversion des chiffres en lettres et syllabes. À l'aide de quatre consonnes et de quatre voyelles, associées respectivement aux quatre valeurs des deux bits de gauche (00=H, 01=B, 10=K et 11=D) et de droite (00=O, 01=A, 10=E, 11=I), on obtient les seize combinaisons nécessaires à la prononciation des seize chiffres :
HO, HA, HE, HI, BO, BA, BE, BI, KO, KA, KE, KI, DO, DA, DE, DI.